# جون كيل

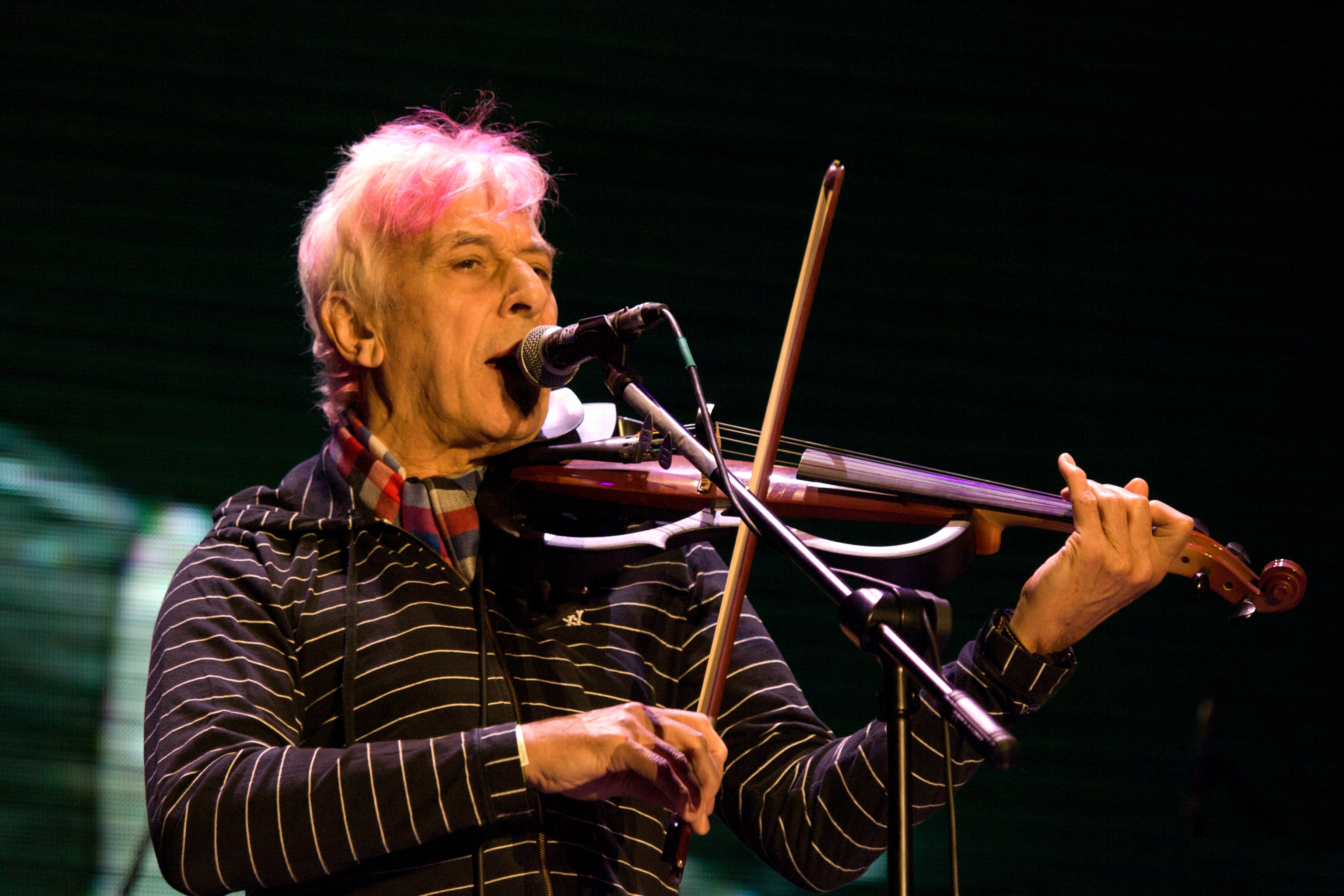
جون كيل في 2010

وإسمه الكامل جون دافيس كيل (بالإنجليزية: John Davies Cale) وهو مغني وملحن وكاتب أغاني ويلزي ولد في يوم 9 مارس 1942 في غارنانت في ويلز وهو مؤسس فرقة الروك ذا فيلفيت أندرغراوند مع لو ريد جون كيل كان متزوجا من مصممة الأزياء بيتسي جونسون.

## روابط خارجية
- جون كيل على موقع IMDb (الإنجليزية)
- جون كيل على موقع الموسوعة البريطانية (الإنجليزية)
- جون كيل على موقع مونزينجر (الألمانية)
- جون كيل على موقع ألو سيني (الفرنسية)
- جون كيل على موقع ميوزك برينز (الإنجليزية)
- جون كيل على موقع رولينغ ستون (الإنجليزية)
- جون كيل على موقع أول موفي (الإنجليزية)
- جون كيل على موقع قاعدة بيانات الأفلام السويدية (السويدية)
- جون كيل على موقع إن إن دي بي (الإنجليزية)
- جون كيل على موقع أول ميوزيك (الإنجليزية)